# これみてみ!
『これみてみ!』は、朝日放送（ABCテレビ）が2014年3月31日から2015年9月27日まで放送されていた番宣番組。編成上の放送枠は6分間で、平日の夜間や土曜日・日曜日の午後に編成されていた（詳細後述）。

## 概要
朝日放送がお勧めする番組の見どころを紹介する番組。朝日放送の番宣番組にタイトルが付くのは、桂紗綾（朝日放送アナウンサー）の冠番組として放送されていた『紗綾さーやるぞ』の終了（2009年10月2日）以来4年半振りであった。
当番組では、桂の後輩アナウンサー・八塚彩美が、オープニングとエンディングに登場。CGで合成した背景と放送時期に見合った衣装を1ヶ月単位で披露しながら、「これみてみ!」とだけ言っている。そのため、テレビ番組表で当番組を紹介する場合に、「これみてみ　八塚彩美」と1行で表記されることがあった。ただし、本編では八塚が登場せず、お勧め番組の予告映像やPR映像をそのまま放送していた。
2015年9月27日（日曜日）の放送で終了。翌28日（月曜日）からは、「エビシー」（朝日放送が同年6月15日から使用中のマスコットキャラクター）のアニメーションを組み込んだ番宣番組『エビ推シ〜』が、当番組の放送枠を引き継いでいる。

## 放送時間
- 毎週月曜日 -　水曜日 20:54 - 21:00
  - 特別編成などとの兼ね合いで、『ココイロ』に差し替える場合があった。
- 毎週火曜日 - 金曜日 0:24 - 0:30（月曜日 - 木曜日深夜）
  - 期間限定のミニ番組などを編成する関係で、休止する場合があった。
- 毎週火曜日 - 金曜日 1:32 - 1:39（月曜日 - 木曜日深夜）
- 毎週土曜日 1:24 - 1:29（金曜日深夜）
  - 毎月最終金曜日の翌日未明には、『朝まで生テレビ!』（テレビ朝日制作）の放送を優先するため休止した。
- 毎週土曜日 17:25 - 17:30
- 毎週日曜日 0:09 - 0:15（土曜日深夜）
- 毎週日曜日 15:20 - 15:25